# Lech Majewski (Regisseur)

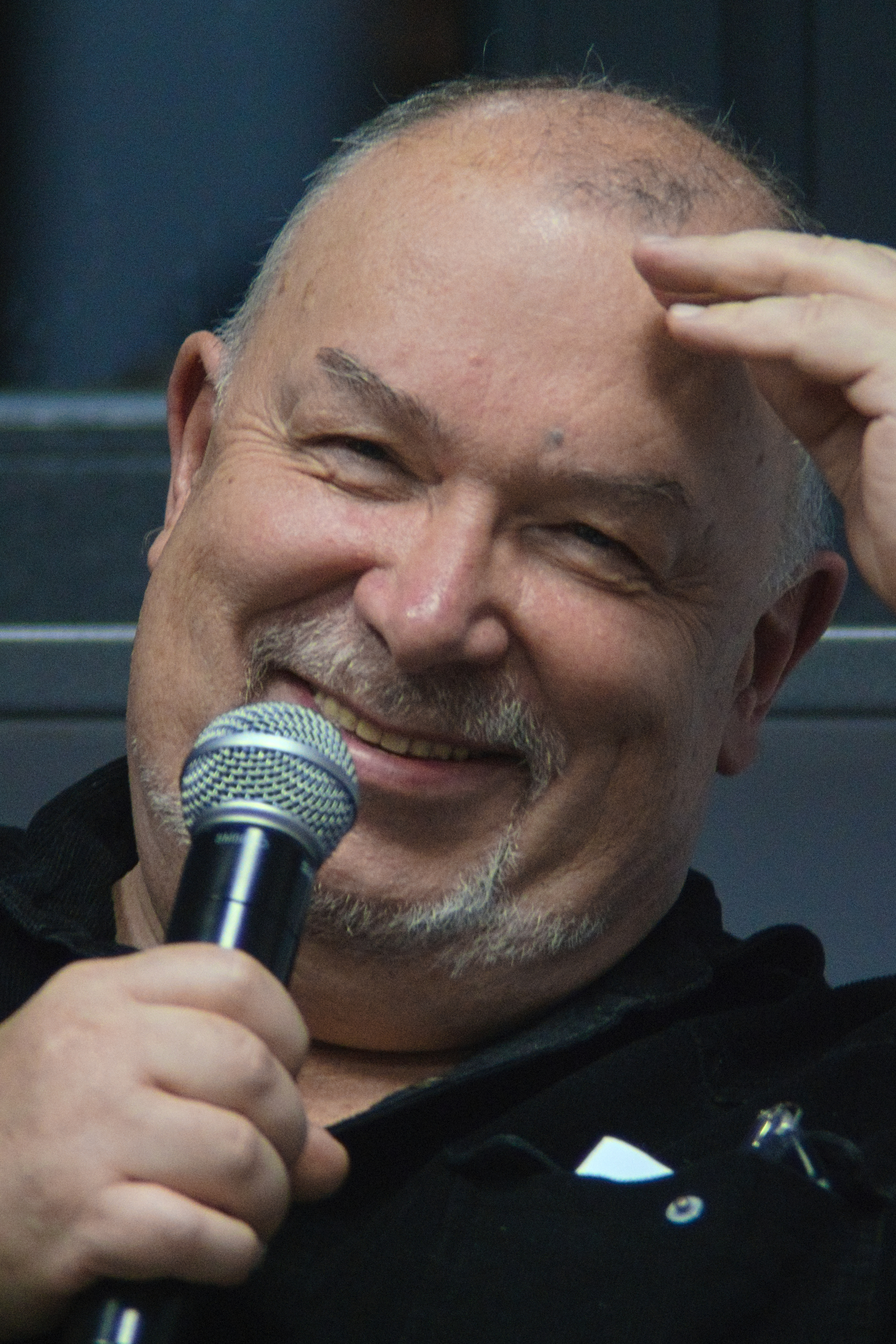
Lech Majewski (2019)

Lech Majewski (* 30. August 1953 in Kattowitz) ist ein polnischer Film- und Theaterregisseur, Schriftsteller, Dichter und Maler.
Majewski studierte an der Kunst-Akademie in Warschau.
1973 ging er an die Filmhochschule Łódź, wo er Regie lernte. Dies schloss er 1977 ab.
1981 emigrierte er nach England und dreht seine Filme dort oder seit 1982 auch in den USA. Später zog er nach  Italien (Venedig), wo er bis heute wohnt, besucht aber seine polnische Heimat regelmäßig.
Er ist Mitglied der amerikanischen und der europäischen Filmakademien und des polnischen Penclub.
2018 wurde er in die Academy of Motion Picture Arts and Sciences berufen, die jährlich die Oscars vergibt.

## Filmografie
- 1978: Zwiastowanie
- 1980: Rycerz
- 1986: Lot Świerkowej Gęsi
- 1986: Kohlenstaub und Glitzerträume (Flight of the Spruce Goose)
- 1988: Ronald Biggs – Gefangen in Rio (Prisoner of Rio)
- 1992: Ewangelia według Harry'ego
- 1996: Basquiat
- 1998: Pokój Saren
- 1998: Wypadek
- 1999: Wojaczek – Biographie des Lyrikers Rafał Wojaczek
- 2001: Angelus
- 2003: Ogród rozkoszy ziemskich
- 2006: Szklane usta
- 2011: Die Mühle und das Kreuz (Młyn i krzyż)
- 2014: Field of Dogs
- 2019: Valley of the Gods